# Noctua tertia
Noctua tertia là một loài bướm đêm thuộc họ Noctuidae. Nó được tìm thấy ở Balkan (Hy Lạp và Bulgaria), Thổ Nhĩ Kỳ và Iran.
Con trưởng thành bay vào tháng 8. Có một lứa một năm.